# Craton du Congo

Cratons du Mésoprotérozoïque (plus âgés que 1.3 Ga) en Afrique et Amérique du Sud.

Le craton du Congo, couvert par le bassin du Congo, est un craton du Précambrien qui, avec quatre autres (le craton du Kaapvaal, le craton du Zimbabwe, le craton de Tanzanie et le craton d'Afrique de l'Ouest), forme le continent africain actuel. Ces cratons se sont formés aux environs de 3,6 et de 2 Ga et sont tectoniquement stables depuis. Ils sont tous bordés par des ceintures plissées plus récentes, formées entre 2 Ga et 300 Ma.
Le craton du Congo sous-tend une grande partie du centre de l'Afrique australe, s'étendant de la région du Kasaï en République démocratique du Congo au Soudan et à l'Angola. Il sous-tend une partie du Gabon, du Cameroun et de la République centrafricaine. Une petite partie s’étend jusqu'en Zambie, où elle est nommée Bangweulu Block.